# Ecaterina Teodoroiu
Ecaterina Teodoroiu (nume la naștere Cătălina Vasile Toderoiu; n. 14 ianuarie 1894, Târgu Jiu, Gorj, România – d. 22 august 1917, Panciu, Putna, România) a fost o cercetașă și participantă la Primul Război Mondial, unde a murit la sfârșitul bătăliei de la Mărășești luptând în fruntea unui pluton de infanterie al Armatei Române.

## Biografie
Provenită dintr-o familie modestă din Oltenia, Ecaterina Teodoroiu a plecat la București pentru a deveni învățătoare, iar acolo a contribuit la înființarea primelor organizații de cercetași din țară. După intrarea României în Primul Război Mondial, a activat ca asistentă medicală pe frontul din regiunea natală. Din dorința de a-i răzbuna pe toți cei patru frați ai ei care muriseră în lupte, Ecaterina a cerut să fie transferată la o unitate de combatanți. A fost luată prizonieră, a evadat și a fost rănită de două ori. În spital a fost decorată de casa regală și avansată la gradul de sublocotenent. Din această postură a participat la Bătălia de la Mărășești, unde a murit comandând un pluton de infanterie, ultimele ei vorbe fiind: „Luptați băieți! Apărați țara!”.
Celebrată ca eroină națională după terminarea războiului, imaginea ei a fost la început marginalizată și apoi distorsionată de regimul comunist.

## Copilăria și studiile
S-a născut la Vădeni (astăzi cartier în componența municipiului Târgu-Jiu), județul Gorj în Regatul României, într-o familie de agricultori care mai aveau alți cinci băieți și două fete. A început studiile la școala primară din sat și le-a continuat la una din Târgu Jiu, perioadă de când datează schimbarea numelui ei în Ecaterina Teodoroiu (după cum a fost scris în catalogul clasei). A continuat studiile până în 1909 la școala româno-germană din Târgu Jiu și apoi a mers la un gimnaziu-pension din București cu scopul de a deveni învățătoare. Acolo, a avut contact cu primii cercetași din România, intrând în 1913 în cohorta „Păstorul Bucur”.

## Războiul mondial
După izbucnirea Primului Război Mondial, Ecaterina s-a transferat la Târgu Jiu, la cohorta „Domnul Tudor”. După intrarea țării sale în război, a activat ca asistentă medicală pe front, urmând Regimentul 18, în care lupta fratele ei, Nicolae, chiar în zonele natale din Gorj. După moartea lui Nicolae, căzut pe front, din dorința de a-și răzbuna familia distrusă, Ecaterina a hotărât să lupte activ și a cerut permisiunea comandantului Diviziei 2 să fie transferată într-o unitate de combatanți.

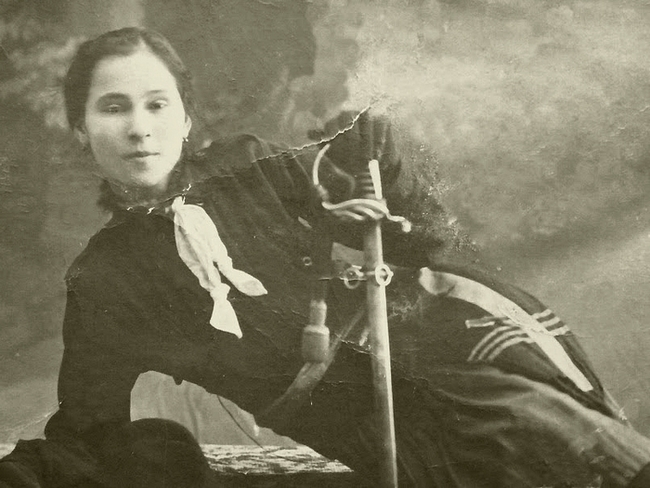
Portret din 1916

În 10 octombrie 1916 a avut loc prima bătălie de la Jiu. Armata I Română, comandată de generalul Ion Dragalina, a respins o puternică ofensivă inamică, iar soldatul Ecaterina Teodoroiu a fost în primele linii. A fost luată prizonieră, dusă fiind la Cărbunești. De acolo, a evadat folosind un revolver ascuns pentru a-l împușca pe soldatul ce îi păzea pe ea și pe comandantul plutonului ei, fiind rănită ușor la picior în timp ce fugea. Revenită la unitatea sa, a continuat luptele în zona orașului Filiași și a fost din nou rănită, de această dată mai grav, suferind fracturi ale tibiei și femurului stângi. În timp ce se afla în spital, armata română s-a retras în Moldova, și ea a fost mutată pe rând în spitalele din Craiova, București și în cele din urmă, Iași.
Pentru aceste fapte de arme a fost decorată în martie 1917 mai întâi de organizația de cercetași cu „Virtutea cercetășească” de aur, iar apoi prin decret regal cu „Virtutea militară” clasa a II-a. A fost vizitată personal de regina Maria care i-a conferit decorația și a înaintat-o în gradul de sublocotenent. Întâlnirile sale cu familia regală au fost puternic mediatizate.

## Moartea
A revenit pe front în vara lui 1917. La 20 august, Regimentul 43/59 Infanterie din care făcea parte ocupa pozițiile în tranșeele de pe Dealul Secului în zona localității Muncelu. În seara zilei de 22 august, în cursul unui atac declanșat de Regimentul 40 Rezervă german și respins de trupele române, Ecaterina Teodoroiu cade eroic, împușcată în cap (conform unei versiuni) sau în piept (conform altei versiuni), în fruntea plutonului pe care îl comanda ca sublocotenent.

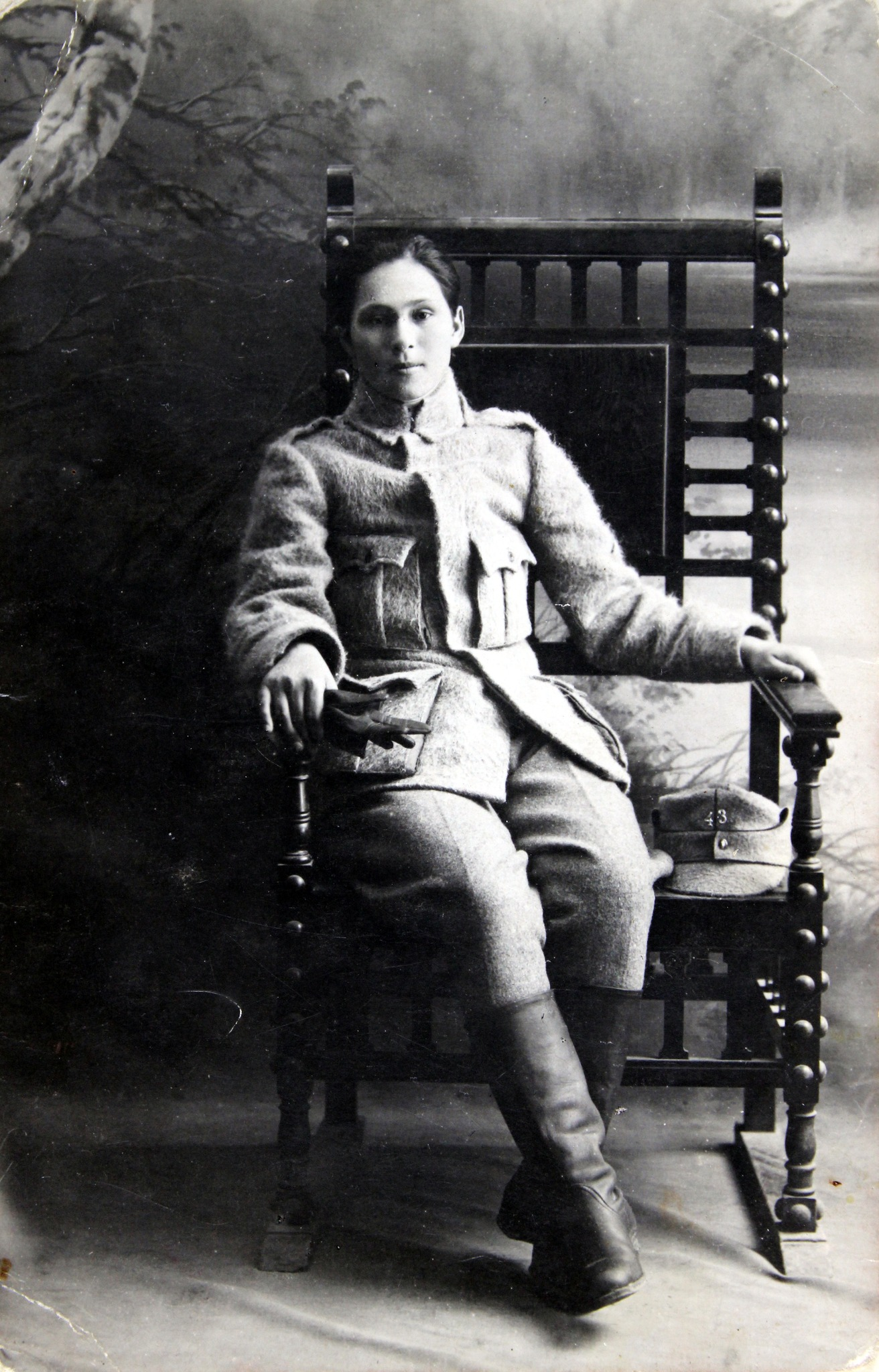
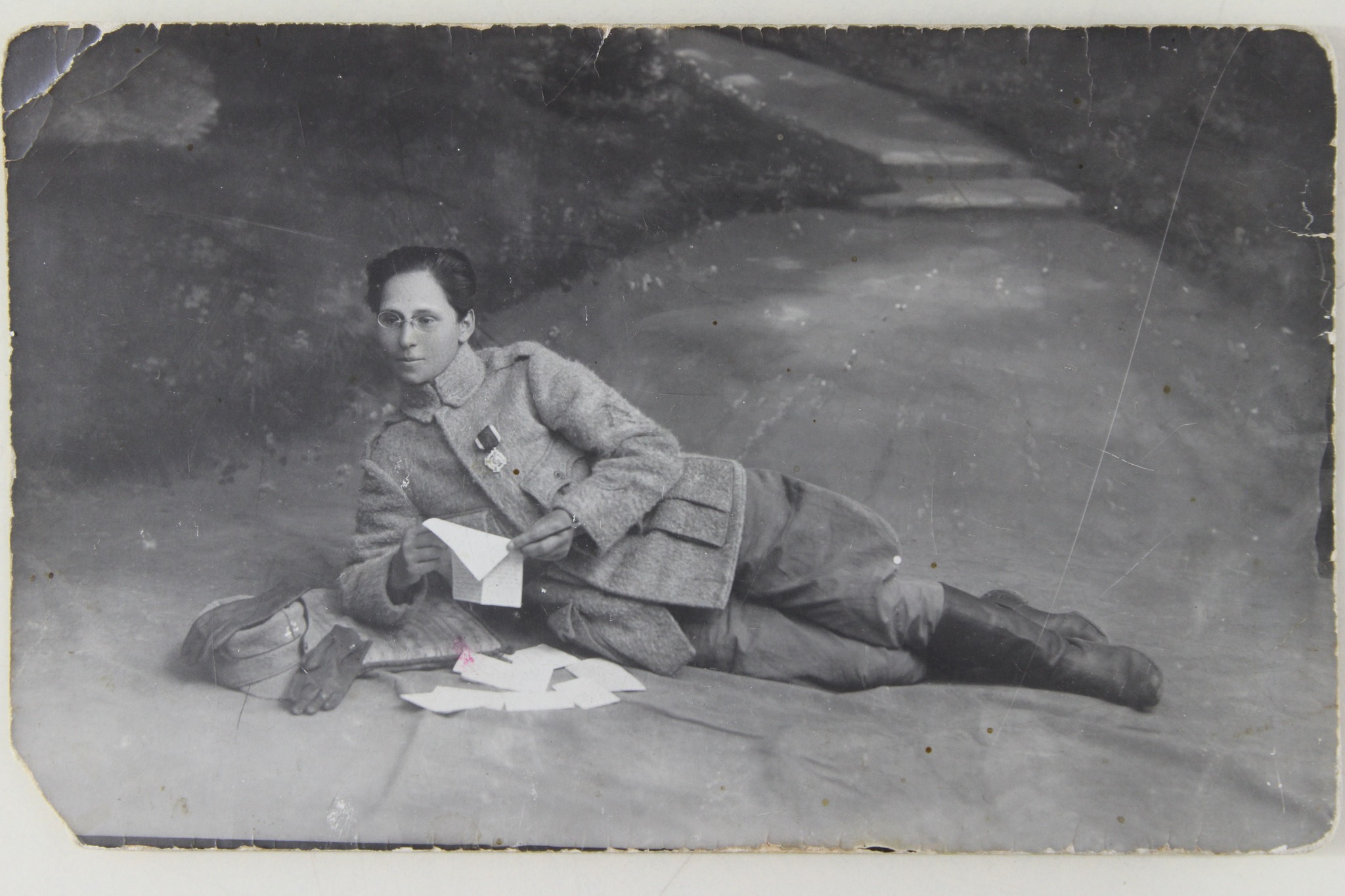
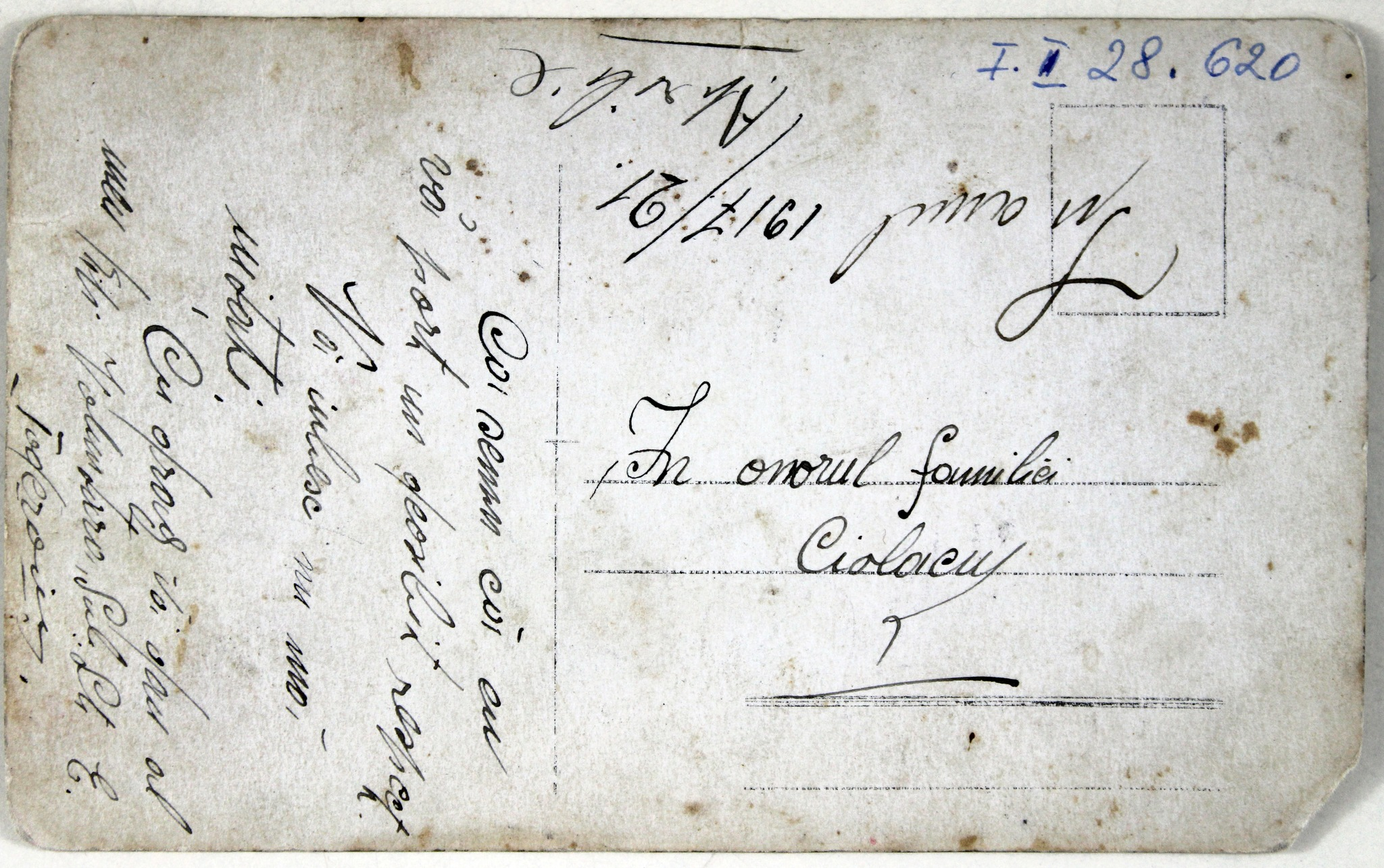
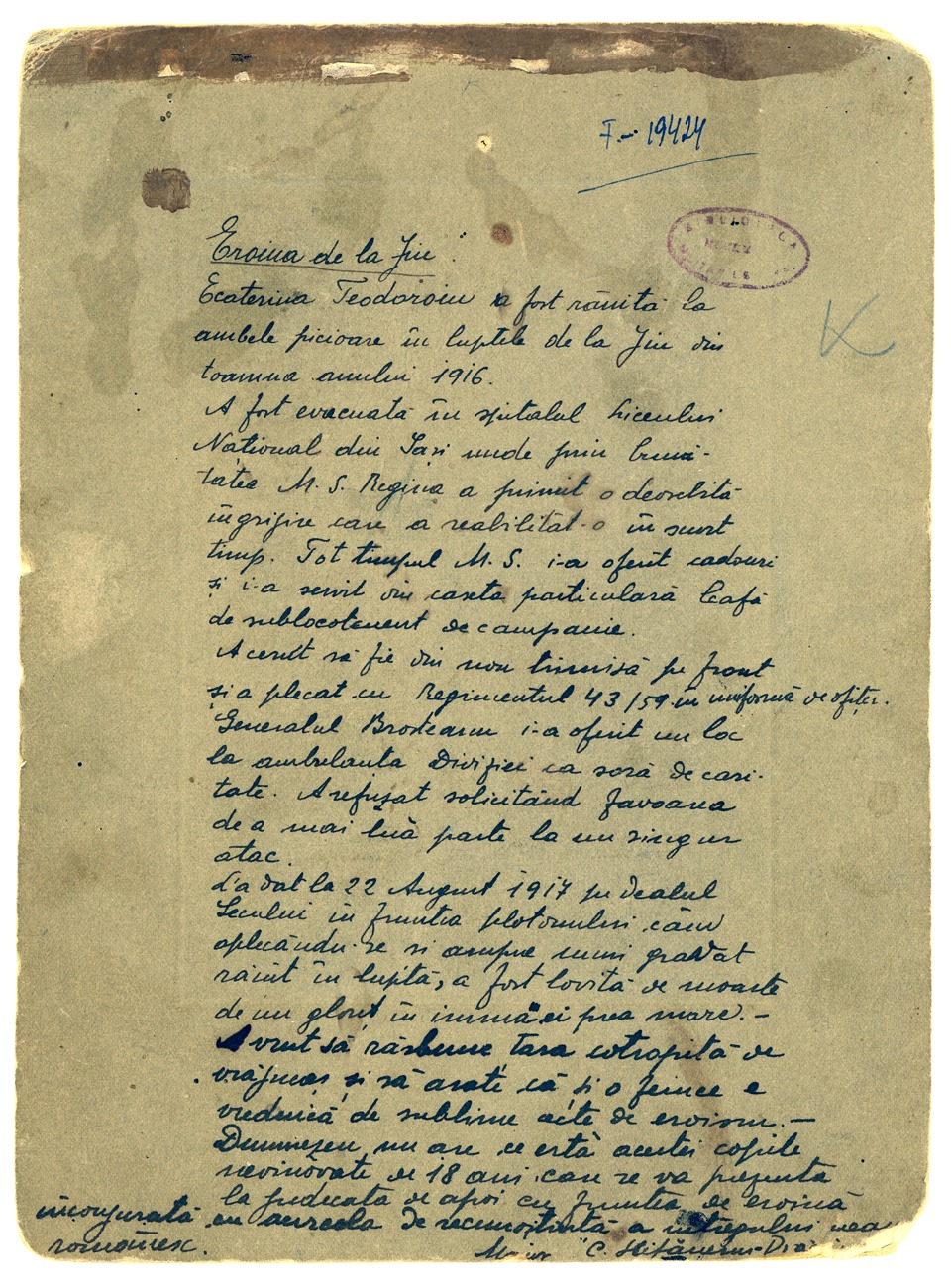
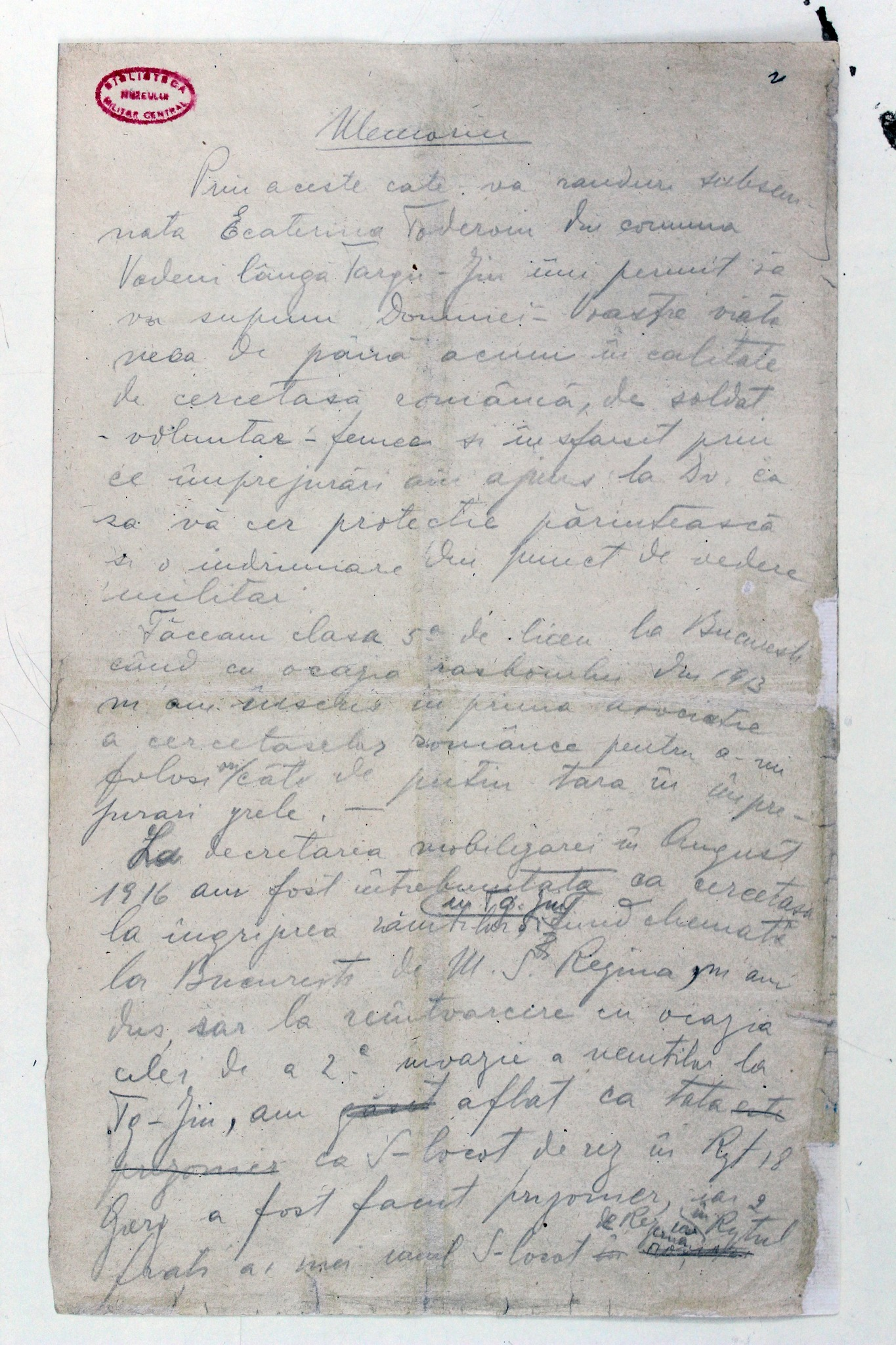
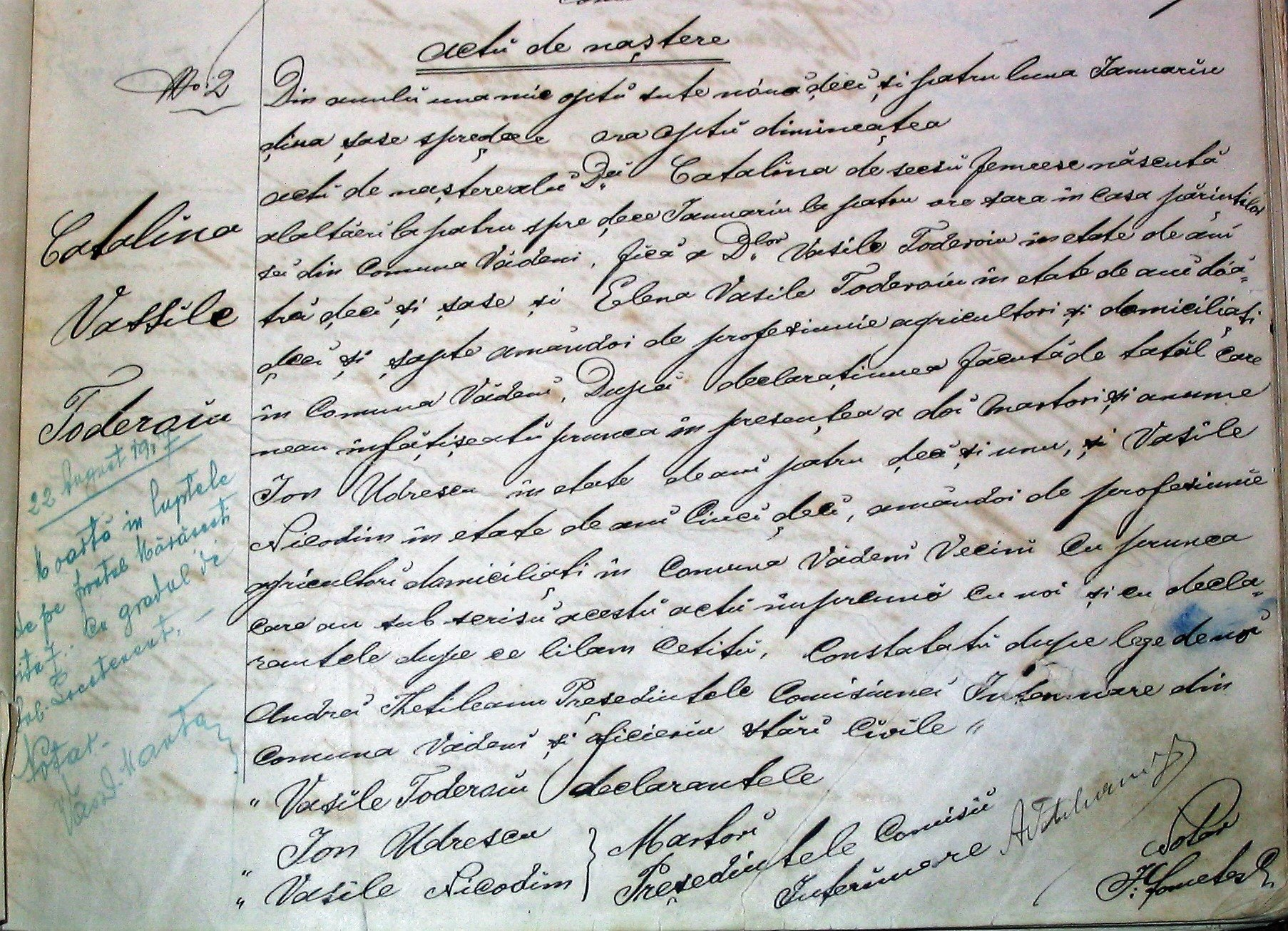
Actul de naștere - de la Arhivele Naționale ale României

## Memoria
După terminarea războiului, Ecaterina Teodoroiu a devenit o eroină a României Mari. Inițial înmormântată în comuna Fitionești din județul Putna, osemintele sale au fost strămutate în iunie 1921 la Târgu Jiu într-un mausoleu din centrul orașului.
După venirea regimului comunist, deși acesta promova personaje istorice cu origini umile pentru a arăta contribuția țărănimii și muncitorilor la cultura țării, Ecaterinei Teodoroiu i s-a dat o importanță foarte redusă: prin studiile făcute, ea urma să acceadă în clasa burgheziei, imaginea sa fusese asociată foarte frecvent cu familia regală, iar mișcarea cercetașilor din care făcea parte era considerată, la fel, o organizație burgheză „reacționară”. După anii 1960, regimul comunist a virat spre naționalism, și în timpul lui Nicolae Ceaușescu imaginea Ecaterinei Teodoroiu a fost din ce   în ce mai des prezentată ca pe cea a unei eroine naționale, în 1978 realizându-se și un film despre ea. Legăturile cu casa regală și rolul în fondarea mișcării cercetașilor au fost însă trecute sub tăcere. După revoluția din 1989, din cauza utilizării ei de către propaganda comunistă, prezența imaginii ei în contextul comemorărilor contribuției românești la Primul Război Mondial a continuat să fie una discretă.
Din anul 1938, casa familiei Teodoroiu, construită în 1884, a fost amenajată drept casă memorială „Ecaterina Teodoroiu”. Centrul local de cercetași din Târgu Jiu îi poartă numele.

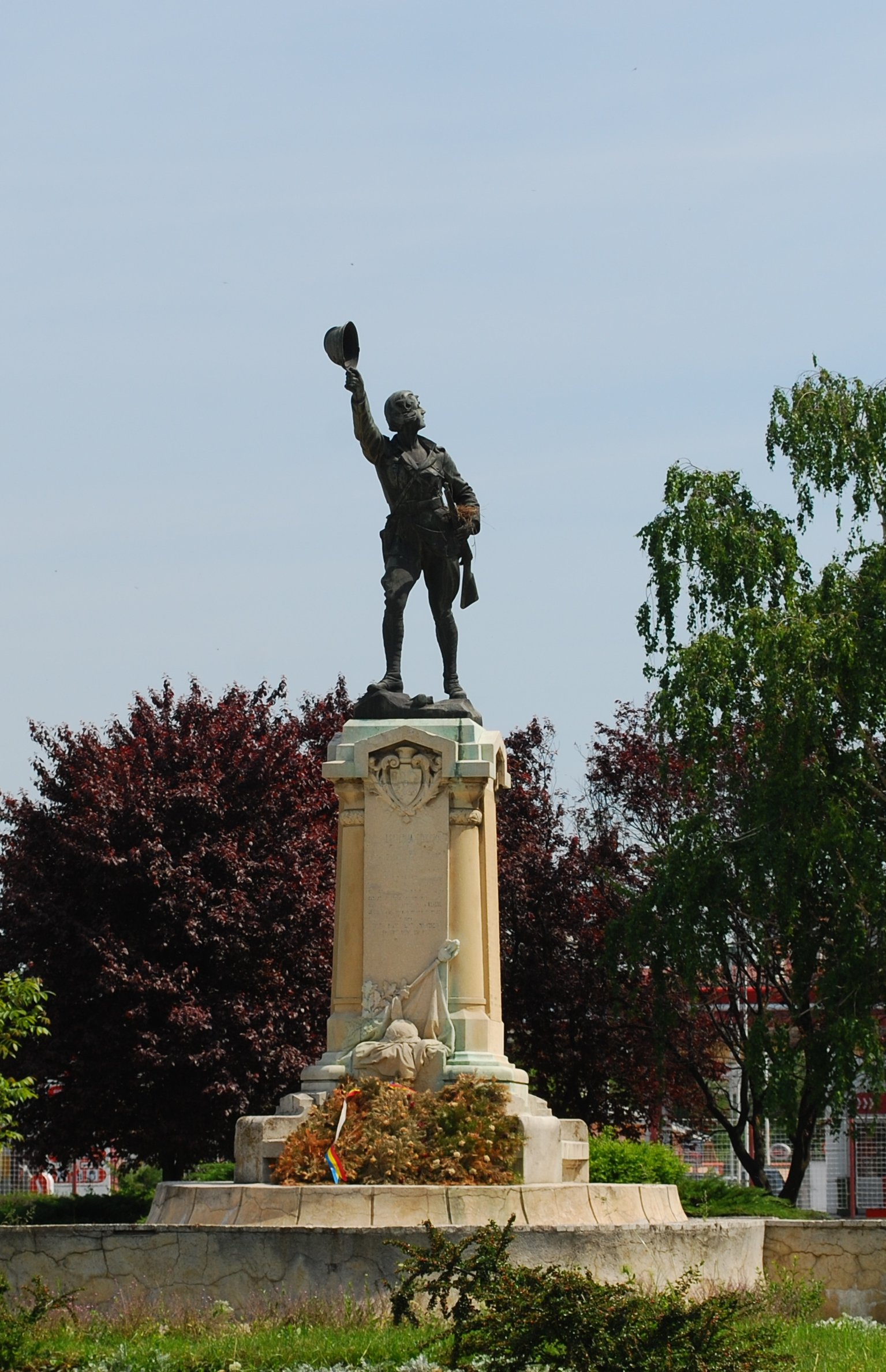
Monumentul din Slatina

Există multiple monumente în cinstea ei:
- Monumentul „Ecaterina Teodoroiu” (sculptor Dumitru Mățăoanu (1888-1929)), ridicat la Slatina. Construcția a început în 1921 și a durat până la 31 mai 1925, fiind primul monument din țară ridicat în memoria eroinei. Pe un piedestal din beton, în trei trepte, realizat în stil baroc, cu colțurile sub forma unor coloane adosate, se află statuia din bronz a eroinei, realizată în mărime naturală, într-o atitudine dinamică, cu mâna stângă ținând arma în cumpănire iar în mâna dreaptă, ridicată, ține o cască ostășească. Este înscris în Lista Monumentelor Istorice cu codul LMI: OT-III-m-B-09080.[14]
- Monumentul Ecaterina Teodoroiu din Brăila (sculptor Vasile Ionescu-Varo, 1928) se compune din sculptura ronde-bosse din bronz turnat și patinat montată pe un soclu din zidărie cu ciment. Pe soclu, la bază, este încastrată o placă de bronz cu inscripția: Sublocotenent / erou / ECATERINA / TEODOROIU / căzută în luptele de la / Mărășești august 1917. Din 1974, monumentul se află amplasat în fața Liceului „Gh. Munteanu Murgoci”. Este înscris în Lista Monumentelor Istorice cu cod LMI: BR-III-m-B-02143.[15]
- Monumentul Victoriei (Biruinței) (sculptor Oscar Han, 1934), amplasat la Tișița, reprezintă o imortalizare a victoriei din 1916 – 1918. Monumentul de bronz, cu o înălțime de 2,50m, o reprezintă pe Ecaterina Teodoroiu cu sabia ridicată deasupra capului.[16] Inițiatorul monumentului a fost Pamfil Șeicaru, pe cheltuială proprie. La inaugurarea din 20 septembrie 1934 au participat regele Carol al II-lea al României și Mihai, Mare Voievod de Alba Iulia.[17]
- Mausoleul Ecaterina Teodoroiu (sculptor Milița Petrașcu, 1936), ridicat la Târgu Jiu. Monumentul, realizat din travertin italian, cu dimensiunile 2,90 x 1,60 m și înălțimea 2,10 m, are forma unui sarcofag de piatră albă, pe un postament cu trei trepte, pe care este amplasat un basorelief ce prezintă scene din viața și activitatea militară a EROINEI DE LA JII - SUBLOCOTENENTUL ECATERINA TEODOROIU.[18] Basoreliefurile de pe fețele laterale ale sarcofagului, sunt organizate astfel: pe fața dinspre miazăzi, apare un tablou prezentând copilăria, în cadrul vieții din satul ei natal; pe latura opusă, apare eroina, în medalion, salutată de cercetașii din care a făcut parte, ca elevă de curs secundar; celelalte două fețe ne-o înfățișează în război, pornind la atac cu plutonul și momentul final, când este dusă la locul de odihnă de mâini pioase de soldați. În cele patru colțuri, veghează patru femei în costum național, ținând în mâini câte o cunună de lauri.[19] Monumentul este înscris la pozitia 474, codul GJ-III-m-B-09469 în Lista Monumentelor Istorice, actualizată prin ordinul ministrului Culturii și Cultelor nr. 2314/8 iulie 2004.[20]

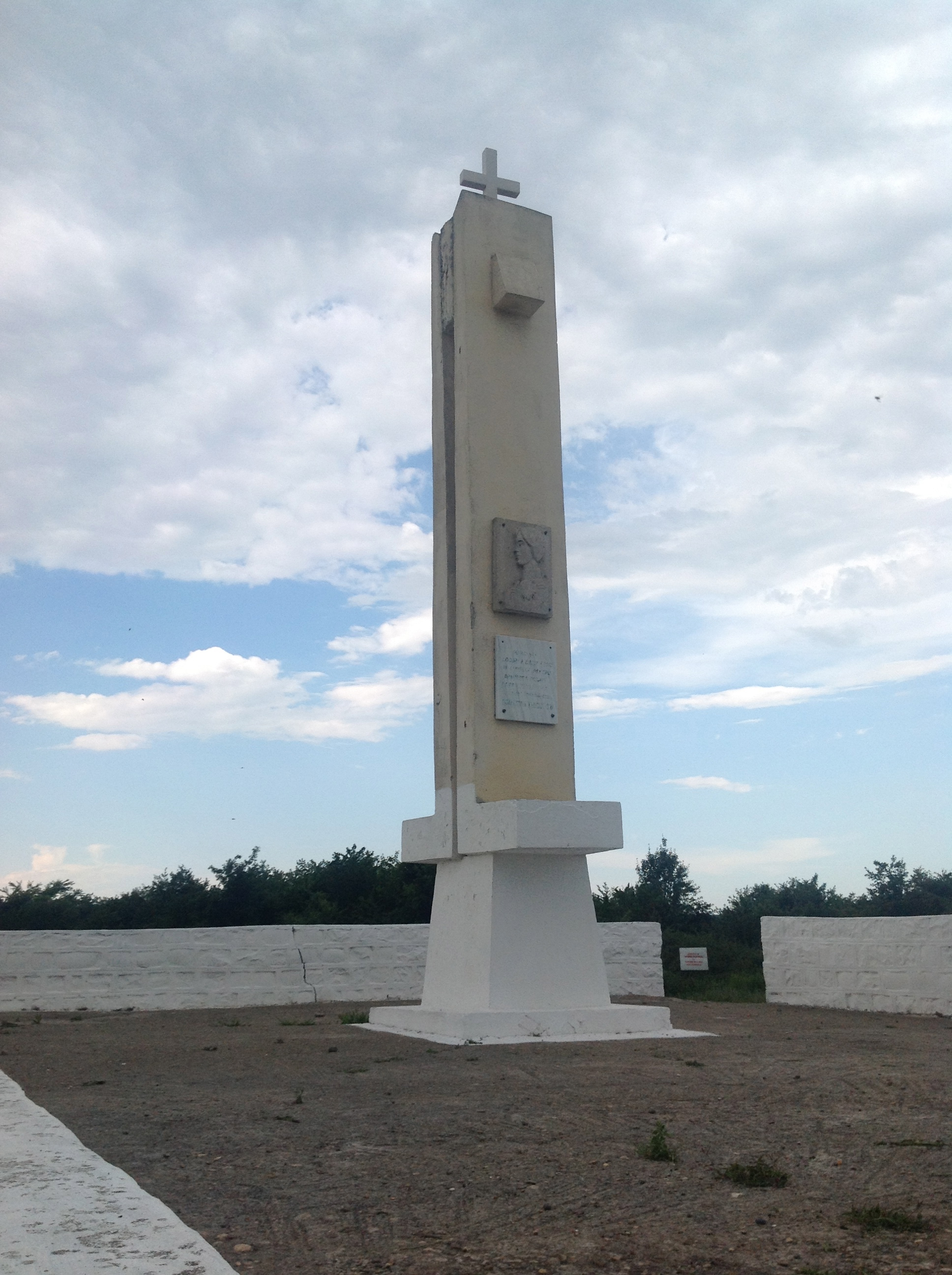
Monumentul Ecaterinei Teodoroiu lângă Panciu, ridicat in locul în care a căzut eroina

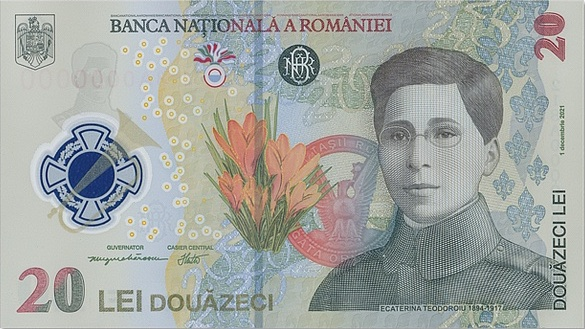
Bancnota de 20 de lei

- Monumentul eroilor din Azuga (sculptor Ioan Iordănescu, 1937). Constă din două grupuri statuare în mărime naturală, din bronz, în dreapta o femeie simbolizând Patria sprijină un ostaș rănit; în stânga Ecaterina Teodoroiu în uniformă militară, în momentul când este lovită de un glonț ucigaș, lângă un soldat sprijinit de un tun.[21]
- Monumentul Sublocotenentului Ecaterina Teodoroiu (sculptor D. Iliescu, 1972), este amplasat la 500 m nord-vest de satul Muncelu, comuna Străoane, pe partea dreaptă a drumului către Soveja. Are un soclu. Pe partea frontală a soclului din piatră fățuită este montat un basorelief, care o reprezintă pe Ecaterina Teodoroiu. Sub acesta se găsește o placă din marmură pe care se află inscriția „Pe aceste locuri a căzut eroic în luptele pentru apărarea Patriei, la 22 august 1917, sublocotenentul Ecaterina Teodoroiu"[22]
- Statuia Ecaterinei Teodoroiu (sculptor Iulia Oniță, 1978), amplasată în Târgu Jiu, pe bulevardul ce-i poartă numele, vis-a-vis de Școala Generală „Ecaterina Teodoroiu”.[23]
- Bustul Ecaterinei Teodoroiu (sculptor Florin Musta, 1994), turnat în bronz, montat pe un soclu din marmură, este amplasat pe aleea personalităților istorice de pe platoul din fața Mausoleului de la Mărășești.

Din 1 decembrie 2021 a fost pusă în circulație bancnota de 20 de lei cu chipul ei.